# 4711 Kathy
4711 Kathy eller 1989 KD är en asteroid i huvudbältet som upptäcktes den 31 maj 1989 av den amerikanske astronomen Henry E. Holt vid Palomarobservatoriet. Den är uppkallad efter upptäckarens dotter, Kathleen Garnette Moeller.
Asteroiden har en diameter på ungefär 8 kilometer.